# 秃梗连蕊茶
秃梗连蕊茶（学名：Camellia dubia）为山茶科山茶属的植物。分布在中国大陆的江西、湖北、四川等地，目前尚未由人工引种栽培。